# رياضة جماعية
كرة القدم جميلة جدآرياضة جماعية أو لعبة جماعية (بالإنجليزية: Team sport)‏ (بالفرنسية: Sport collectif)‏ هي أي/كل رياضة يتم فيها تنظيم اللاعبين في فرق متعارضة تتنافس من أجل الفوز. يعمل أعضاء الفريق الواحد معا، إذ يحددون الأهداف ويتخذون القرارات ويتواصلون فيما بينهم ويديرون الصراع والتنافس، ويحلون المشاكل في جو من الدعم والمؤازرة والثقة، لتحقيق هدف مشترك بعدة طرق حسب قوانين كل رياضة، مع العمل على منع الفريق الخصم من تحقيق الفوز.

## تاريخ الرياضات الجماعية
الرياضة كسلوك بشري مرتبط بوجود الإنسان على الأرض، فقبل آلاف السنين مارس الإنسان الركض جماعيا كما يتضح من النقوش الموجودة في كهف لاسكو بفرنسا، والتي تصور أشخاصًا يركضون خلف الحيوانات أو العكس؛ هنا كانت رياضة الركض مسألة بقاء للإنسان.
في محافظة بايانخونغور في منغوليا تصور لوحات الكهوف التي تعود إلى العصر الحجري الحديث (حوالي 7000 ق.م) مباراة مصارعة محاطة بالجماهير، وفي محافظة الوادي الجديد بالقرب من الجلف الكبير في مصر تظهر لوحة صخرية من العصر الحجري الحديث في كهف السباحين أدلة على ممارسة السباحة والرماية ما بين 6000 ق.م و9000 ق.م، وتظهر رسومات الكهوف التي تعود إلى عصر ما قبل التاريخ في اليابان رياضة شبيهة بمصارعة السومو.
لقد تحول السلوك الجسدي عند الإنسان إلى ممارسة رياضية يشاهدها جمهور، والذي بدوره يشجع طرفا للفوز دون الآخر.

نقش صخري في كهف السباحين بمصر يكشف عن ممارسة الإنسان للسباحة قديماً

في اليونان القديمة ستتحول الرياضة إلى شأن جماعي، ففي الألعاب الأولمبية القديمة (776 ق.م-393 ق م) اختبرت مهارات المحارب عند المشاركين، وتألفت المسابقات من الركض والوثب الطويل والملاكمة والمصارعة ورمي القرص ورمي الرمح... وصار الرياضي الأولمبي يمثل مدينة، هنا نلمس نشأة فكرة جماعية الرياضة.
بل حتى مصطلح رياضي (Athlete) مشتق وفقًا للأساطير من اسم إيثليوس ملك إليس الأسطوري حاكم جبل أوليمبوس، الذي كانت تقام الألعاب تحت إشرافه، وتكريما له يقوم الرياضيون الشباب بحمل المشاعل له في سباق ركض، والفائز بالسباق كان يحصل على إكليل من الزيتون أو الغار، وفي سنوات لاحقة سيتم تخصيص جوائز مالية لجذب المزيد من المشاركين.
منذئذ تشكلت النواة الأصلية للرياضة عموما كمنافسة، وبظهور وتطور الرياضات الجماعية تاليا اكتست بروح الجماعة الساعية للفوز ونيل المجد والشرف.

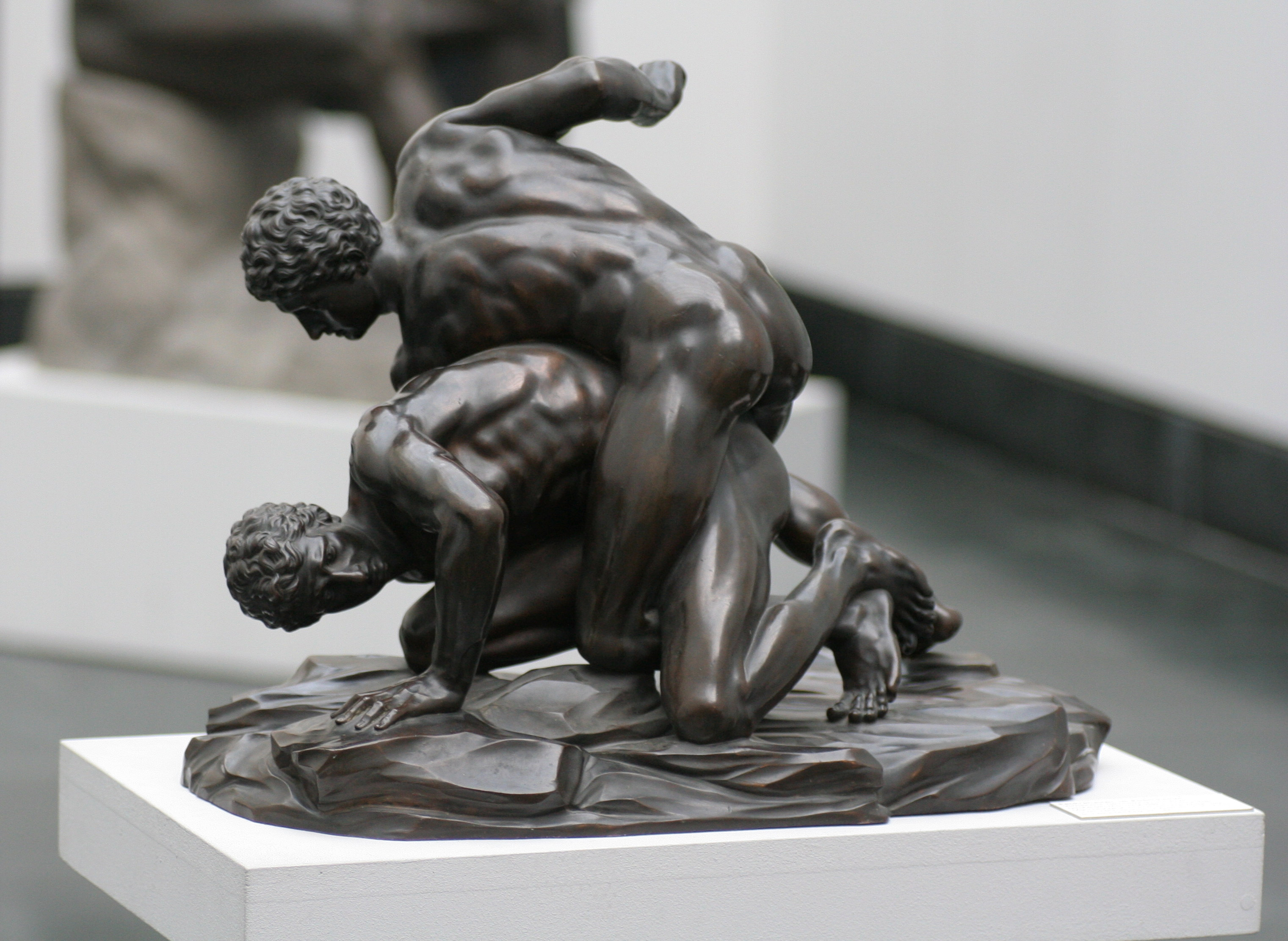
منحوتة معدنية للعبة المصارعة الإغريقية (البانكراثياستون)

## مميزات وخصائص
على مر السنين حظيت الرياضات الجماعية بالشعبية والجماهيرية، مما أثر بشكل إيجابي على الرياضيين والمشجعين والاقتصادات المحلية والوطنية في جميع أنحاء العالم. ويمكن النظر إلى تأثير الرياضات الجماعية على المستوى المادي والاجتماعي للرياضيين المحترفين عموما الذين يتحولون إلى نجوم مجتمع، ويتحولون إلى قدوة للرياضيين الشباب وللأطفال، ويزداد ترابط المشجعين مع فرقهم، وبهذا تتطور اقتصادات الفرق والاتحادات، ويتحول الفريق؛ وبالتالي الرياضة، إلى شغف وهوس شعبي ومصدر افتخار وجزء من الهوية الثقافية للجماهير.

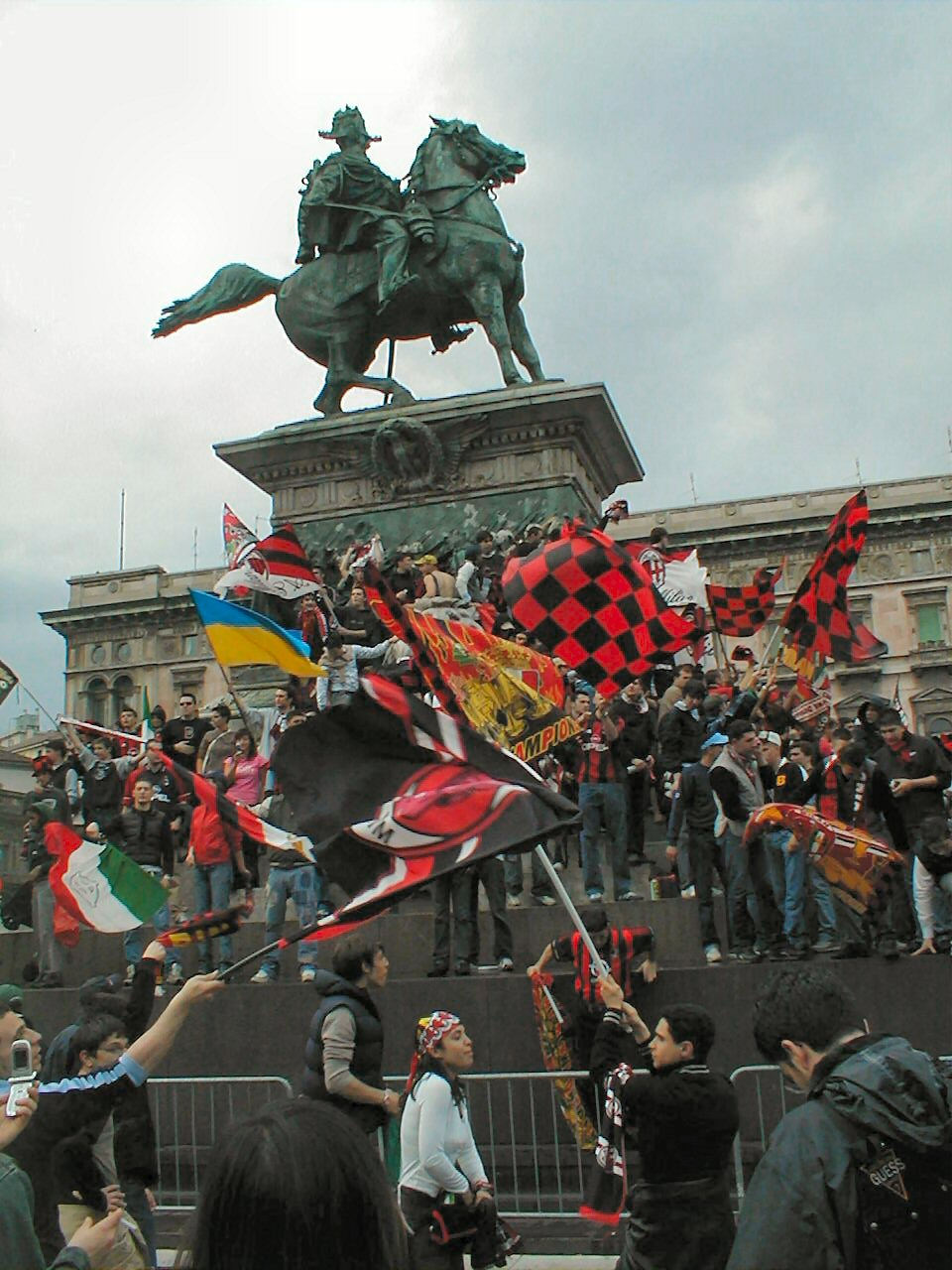

ويمكن بداية التمييز بين الرياضات الجماعية التقليدية، وأخرى قد تلعب بشكل فردي أو جماعي وتخضع لروح الجماعة بفعل عملية أوامر الفريق.

### الرياضات الجماعية التقليدية
تتم ممارسة الرياضات الجماعية بين الفرق المتعارضة؛ أي التي تتعارض أهدافها خلال ممارسة الرياضة أو اللعبة؛ حيث يتفاعل لاعبو الفرق عموما بشكل مباشر وآني (في نفس الوقت) لتحقيق هدف ما، هو غالبا إحراز النقاط أكثر من الفريق الخصم وتحقيق الانتصار. وغالبًا ما ينطوي هذا الهدف على قيام الزملاء في الفريق الواحد بتسهيل حركة الكرة أو أي شيء تتم اللعبة بواسطته وفقًا لمجموعة من القواعد، والغاية دائما فوز الفريق بتعاون كل أفراده. هذا هو الشكل التقليدي للرياضات الجماعية.

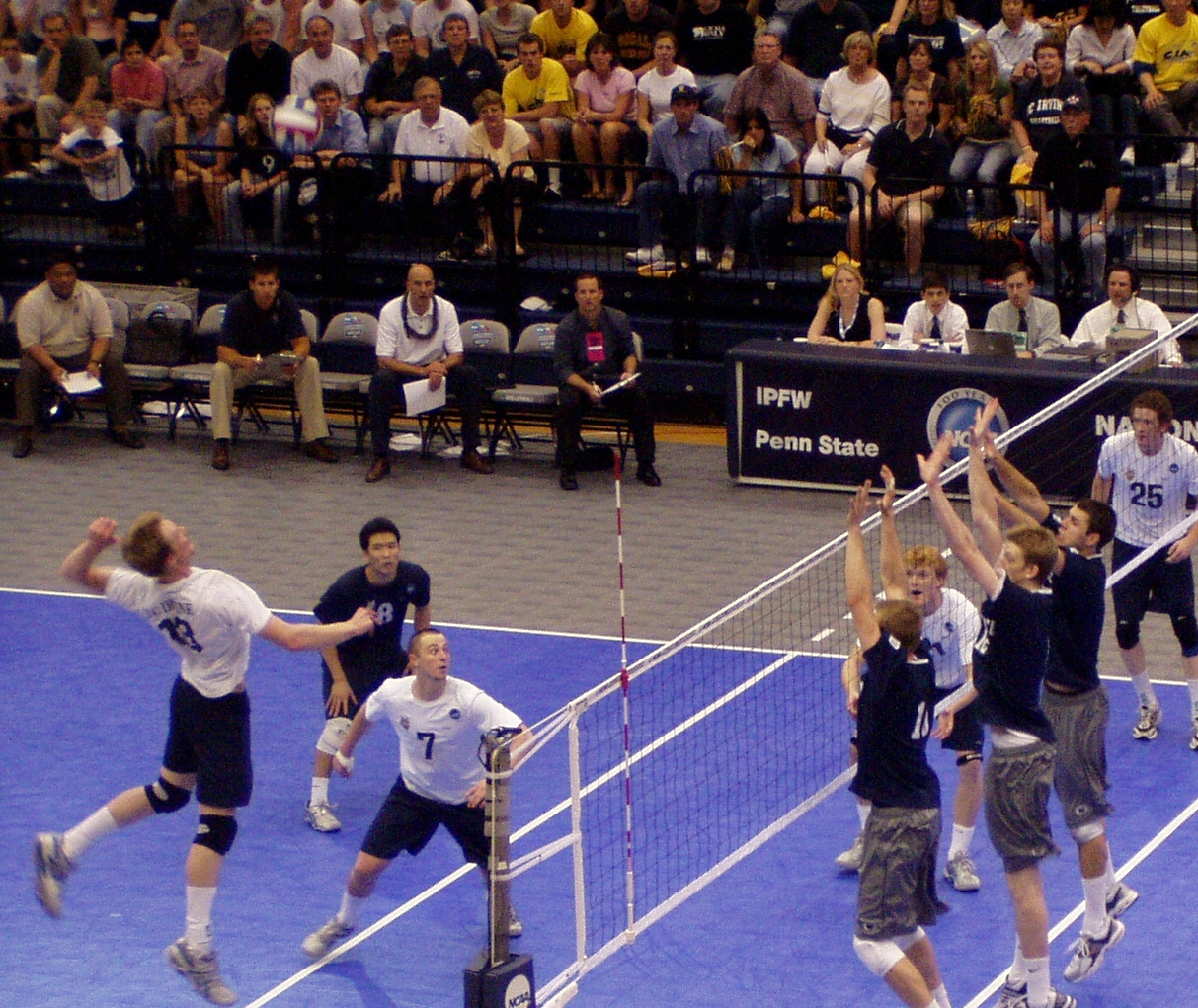

من أشهر الألعاب الرياضية الجماعية التقليدية في العالم نجد: كرة القدم، كرة السلة، كرة اليد، البيسبول، الهوكي، كرة القدم الأمريكية، كرة الطائرة، كرة الماء، لاكروس، التجديف، الرجبي، الكريكيت، وغيرها الكثير.

### رياضات جماعية أخرى
أحيانا؛ لا تتضمن أنواع من الرياضات الجماعية قيام الزملاء بتسهيل حركة الكرة أو أي عنصر مشابه وفقًا لمجموعة من القواعد من أجل تسجيل النقاط؛ على سبيل المثال يمكن اعتبار السباحة والجمباز والتجديف وسباق القوارب وسباق التناوب في الجري السريع وغيرها من الرياضات جماعية، وفي أنواع أخرى من الرياضات قد لا يكون هناك فريق منافس أو نقاط يجب اكتسابها، مع ذلك تعد رياضات جماعية. مثال ذلك تسلق الجبال والمشي، فبدلاً من تسجيل النقاط ضد فريق منافس فإن الصعوبة النسبية لحركات الإنجاز هي مقياس التفوق والنجاح.
في بعض الألعاب الرياضية الجماعية الأخرى يتم إشراك أفراد الفريق الواحد لا ليتنافسوا فقط ضد أعضاء الفرق الأخرى، ولكن أيضًا ضد بعضهم البعض للحصول على نقاط أكثر تمنحهم التقدم نحو مراكز الفوز بختام البطولة. مثال ذلك سباق الدراجات الهوائية والنارية ورياضات سباق السيارات، ولا سيما الفورمولا وان. ومع ذلك يعمل أعضاء الفريق الواحد وهم لا يزالون في منافسة مع بعضهم البعض على مساعدة أحد أعضاء الفريق؛ عادة يكون متخصصًا؛ ليحقق الفوز. تُعرف هذه العملية بأوامر الفريق.
وعلى الرغم من قبولها في أغلب الرياضات، إلا أنه تم حظر هذه العملية في الفورمولا وان اعتبارا من موسم 2011 بعد الجدل المتعلق بأوامر الفريق في سباق جائزة ألمانيا الكبرى 2010.

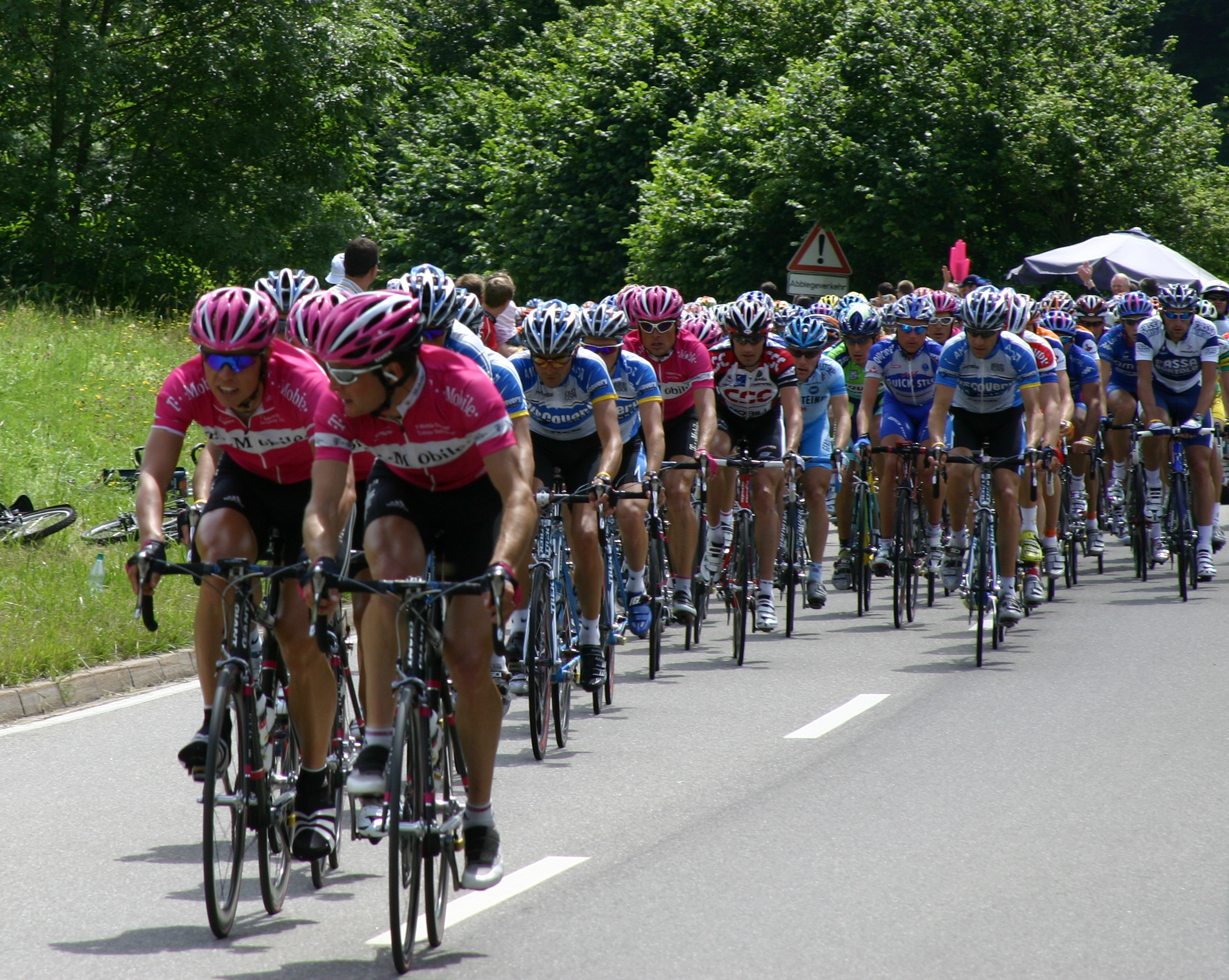

## الرياضات الجماعية في الألعاب الأولمبية

### الألعاب الأولمبية الصيفية

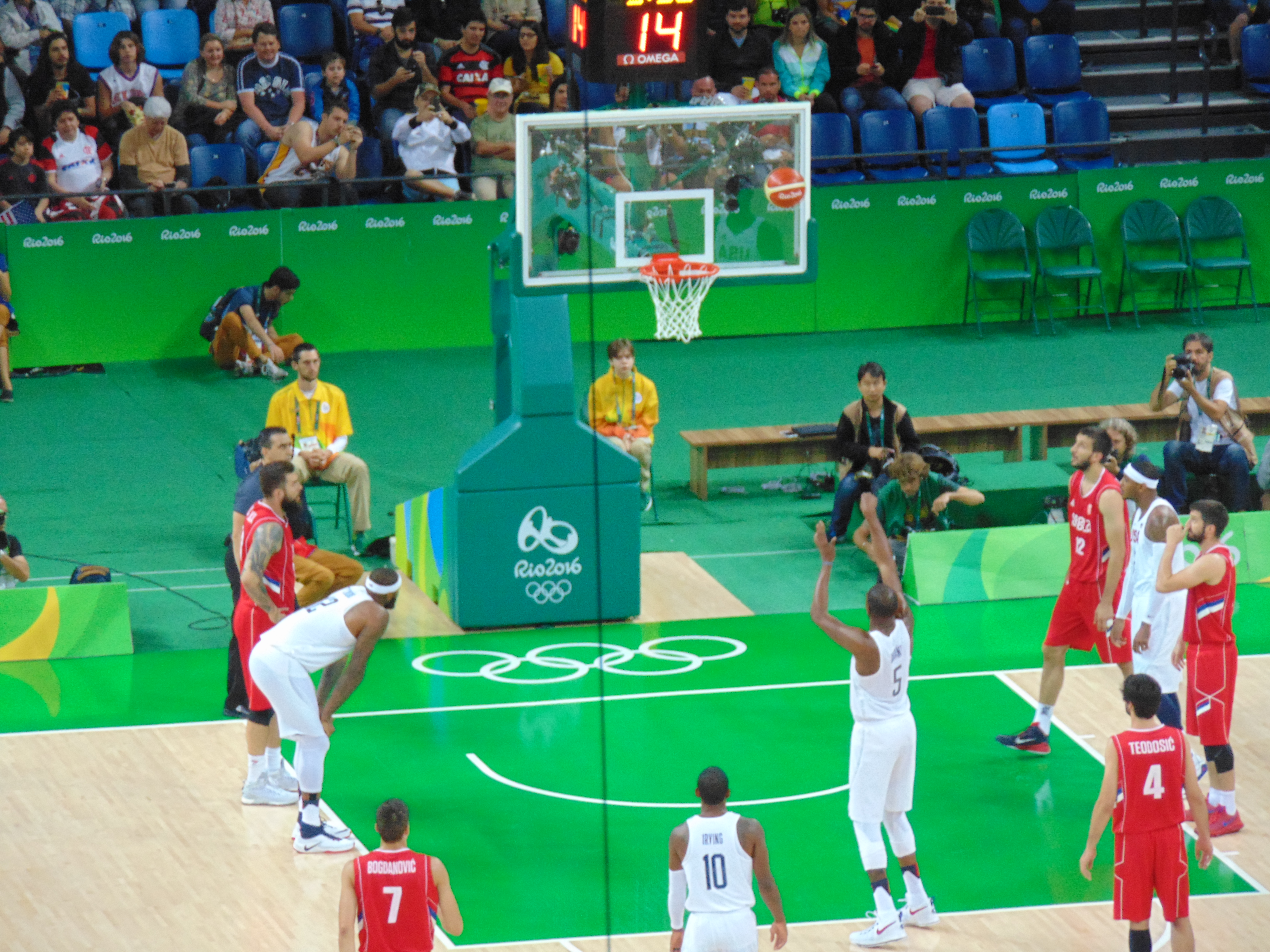
كرة السلة في أولمبياد 2016 من مباراة جمعت الولايات المتحدة وصربيا

كان مقررا إدراج رياضتي البيسبول والكرة اللينة في أولمبياد طوكيو 2020، بينما يعتمد إدراج رياضة الكريكت في دورة الألعاب الأولمبية الصيفية لعام 2024 على قرار المجلس الدولي للكريكيت. ووجب التنويه إلى أن هذه الأخيرة كانت حاضرة في الألعاب الأولمبية الصيفية عام 1900، على الرغم من لعب مباراة واحدة فقط بين فريقين يمثلان بريطانيا وفرنسا. بينما رياضة السباحة وكذا العدو السريع تصيران رياضتان جماعيتان حين يتم التنافس فيهما بالتتابع حسب الفرق.
| الرياضة                                     | رجال               | سيدات       |                    |             |
| الرياضة                                     | أول دورة           | عدد الدورات | أول دورة           | عدد الدورات |
| ------------------------------------------- | ------------------ | ----------- | ------------------ | ----------- |
| كرة القدم في الألعاب الأولمبية الصيفية      | باريس 1900         | 25          | أتلانتا 1996       | 5           |
| كرة الماء في الألعاب الأولمبية الصيفية      | باريس 1900         | 26          | سيدني 2000         | 5           |
| هوكي الحقل في الألعاب الأولمبية الصيفية     | لندن 1908          | 21          | موسكو 1980         | 8           |
| كرة السلة في الألعاب الأولمبية الصيفية      | برلين 1936         | 17          | مونتريال 1976      | 9           |
| كرة اليد في الألعاب الأولمبية الصيفية       | برلين 1936         | 11          | مونتريال 1976      | 9           |
| كرة الطائرة في الألعاب الأولمبية الصيفية    | طوكيو 1964         | 12          | طوكيو 1964         | 12          |
| سباعيات الرجبي في الألعاب الأولمبية الصيفية | ريو دي جانيرو 2016 | 1           | ريو دي جانيرو 2016 | 1           |

### الألعاب الأولمبية الشتوية

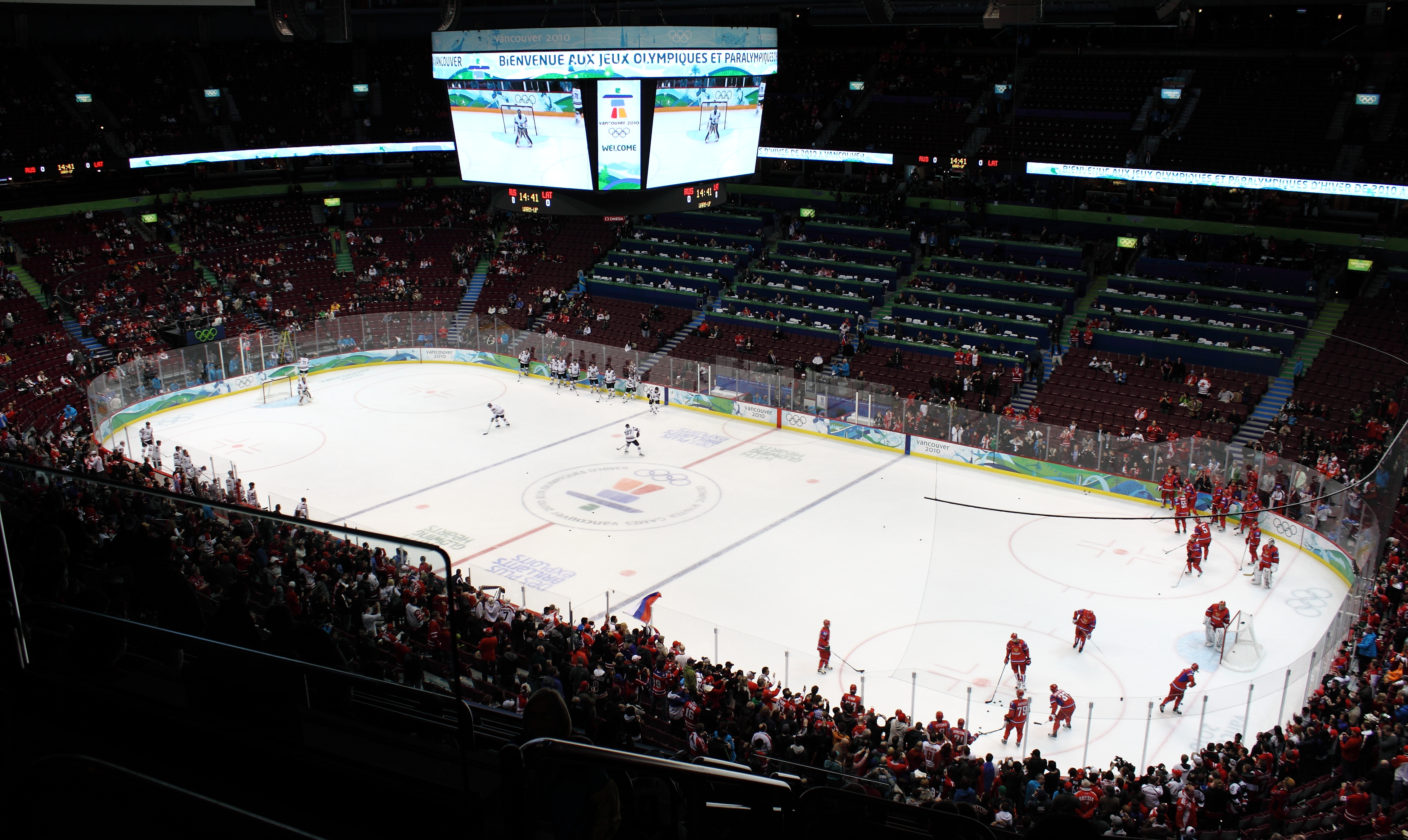

هوكي الجليد وكيرلنغ هما رياضة جماعية في دورة الألعاب الأولمبية الشتوية، إلى جانب رياضة التزلج الجماعي التي يتنافس فيها الرجال في مسابقتين على كل من الزلاجات الثنائية والرباعية، في حين يقتصر التنافس لدى السيدات على الزلاجات الثنائية.
| الرياضة                                     | رجال        | سيدات       |                |             |
| الرياضة                                     | أول دورة    | عدد الدورات | أول دورة       | عدد الدورات |
| ------------------------------------------- | ----------- | ----------- | -------------- | ----------- |
| التزلج الجماعي في الألعاب الأولمبية الشتوية | شاموني 1924 | 24          | سالت لايك 2002 | 4           |
| كيرلنغ في الألعاب الأولمبية الشتوية         | شاموني 1924 | 5           | ناغانو 1998    | 4           |
| هوكي الجليد في الألعاب الأولمبية الشتوية    | شاموني 1924 | 21          | ناغانو 1998    | 4           |

## رياضات جماعية غير أولمبية
تنتشر عدة رياضات جماعية عبر كل أنحاء العالم لا تحظى بالاعتراف الأولمبي، إلا أنها تحظى بشعبية وقاعدة جماهيرية كبيرة. بعض هذه الرياضات ذات طابع فلكلوري وتمارس في حدود جغرافية معينة، وبعضها الآخر يحظى بانتشار واسع في العالم،
من أهم هذه الألعاب الجماعية يوجد:

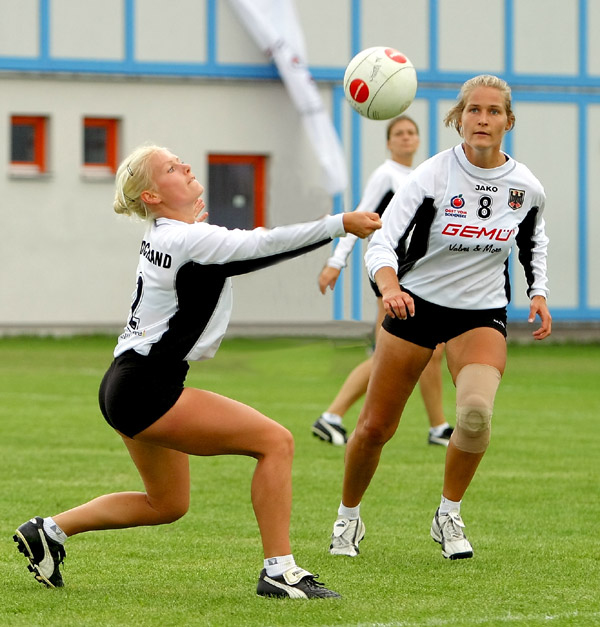

- كريكت، ربما سيصير رياضية أولمبية في أولمبياد 2024
- البيسبول
- كرة اليد الشاطئية
- كرة القدم الشاطئية

فيستبول
- كرة الأرض
- كرة القدم الأمريكية
- كرة القدم الأسترالية
- كرة الصالات
- كرة القدم الغالية
- هوكي تحت الماء
- كرة الكانوي
- كرة السلة الهولندية
- كرة شبكة
- بولو
- هوكي الدحرجة
- دوري الرغبي
- اتحاد الرغبي
- سيباك تاكرو
- الكرة اللينة
- باندي

## أبطال العالم في أهم الرياضات الجماعية
| الرياضة        | البطولة                           | آخر دورة | البطل            | الوصيف    |
| كرة القدم      | كأس العالم                        | 2022     | الأرجنتين        | فرنسا     |
| كرة القدم      | كأس العالم للسيدات                | 2023     | إسبانيا          | إنجلترا   |
| كرة السلة      | كأس العالم                        | 2023     | ألمانيا          | صربيا     |
| كرة السلة      | كأس العالم للسيدات                | 2022     | الولايات المتحدة | الصين     |
| كرة الطائرة    | بطولة العالم                      | 2018     | بولندا           | البرازيل  |
| كرة الطائرة    | بطولة العالم للسيدات              | 2014     | الولايات المتحدة | الصين     |
| كرة اليد       | بطولة العالم للرجال               | 2019     | الدانمارك        | النرويج   |
| كرة اليد       | بطولة العالم للسيدات              | 2019     | هولندا           | إسبانيا   |
| البيسبول       | عالم البيسبول الكلاسيكي           | 2017     | الولايات المتحدة | بورتوريكو |
| البيسبول       | كأس العالم للبيسبول للسيدات       | 2018     | اليابان          | تايوان    |
| هوكي الجليد    | بطولة العالم لهوكي الجليد         | 2019     | فنلندا           | كندا      |
| هوكي الجليد    | بطولة العالم لهوكي الجليد للسيدات | 2019     | الولايات المتحدة | فنلندا    |
| هوكي على العشب | كأس العالم للهوكي                 | 2018     | بلجيكا           | هولندا    |
| هوكي على العشب | كاس العالم للهوكي للسيدات         | 2018     | هولندا           | إيرلندا   |
| كرة الماء      | كأس العالم لكرة الماء             | 2017     | كرواتيا          | هنغاريا   |
| كرة الماء      | كأس العالم لكرة الماء للسيدات     | 2017     | الولايات المتحدة | إسبانيا   |
| كريكت          | كأس العالم للكريكت                | 2019     | أستراليا         | نيوزيلندا |
| كريكت          | كأس العالم للكريكت للسيدات        | 2017     | إنجلترا          | الهند     |